# Oren Moverman
Oren Moverman, héberül אורן מוברמן (Jaffa, 1966. július 4. –) Primetime Emmy-díjas izraeli–amerikai filmrendező, forgatókönyvíró és filmproducer.
2009-es A harcmező hírnökei című filmjének forgatókönyvírójaként Oscar-díjra jelölték. Egyéb filmrendezései közé tartozik a Rampart (2011), az Elfelejtett idő (2014) és A vacsora (2017).

## Fiatalkora
Az askenázi zsidó Moverman az izraeli Jaffában született 1966. július 4-én. A Tel-Avivtól keletre fekvő Givatayimban nőtt fel. Tizenhárom és tizenhét éves kora között az Amerikai Egyesült Államokban élt. Miután az Izraeli Védelmi Erőknél szolgált, visszaköltözött a tengeren túlra. 1992-ben a Brooklyn College hallgatójaként szerzett diplomát.

## Filmográfia

### Film
| Év   | Magyar cím                        | Eredeti cím          | Feladatkör | Feladatkör | Feladatkör   |
| Év   | Magyar cím                        | Eredeti cím          | Rendező    | Író        | Producer     |
| ---- | --------------------------------- | -------------------- | ---------- | ---------- | ------------ |
| 1999 | Az élet kalandja                  | Jesus' Son           | Nem        | Igen       | Társproducer |
| 2002 | A kötelesség ára                  | Face                 | Nem        | Igen       | Nem          |
| 2007 | I'm Not There – Bob Dylan életei  | I'm Not There        | Nem        | Igen       | Nem          |
| 2007 | Házasélet                         | Married Life         | Nem        | Igen       | Nem          |
| 2009 | A harcmező hírnökei               | The Messenger        | Igen       | Igen       | Nem          |
| 2011 | Rampart                           | Rampart              | Igen       | Igen       | Nem          |
| 2014 | Elfelejtett idő                   | Time Out of Mind     | Igen       | Igen       | Nem          |
| 2014 | Az elnémultak                     | The Quiet Ones       | Nem        | Igen       | Nem          |
| 2014 |                                   | She's Lost Control   | Nem        | Nem        | Vezető       |
| 2014 | Szeretet és köszönet              | Love & Mercy         | Nem        | Igen       | Vezető       |
| 2016 | Nincs középút                     | Junction 48          | Nem        | Igen       | Vezető       |
| 2016 | Norman: Egy New York-i szélhámos… | Norman               | Nem        | Nem        | Igen         |
| 2016 |                                   | The Ticket           | Nem        | Nem        | Igen         |
| 2017 |                                   | Verónica             | Nem        | Nem        | Vezető       |
| 2017 | A vacsora                         | The Dinner           | Igen       | Igen       | Nem          |
| 2018 |                                   | Monsters and Men     | Nem        | Nem        | Vezető       |
| 2018 |                                   | Diane                | Nem        | Nem        | Igen         |
| 2018 | Puzzle                            | Puzzle               | Nem        | Igen       | Nem          |
| 2018 |                                   | Skin                 | Nem        | Nem        | Igen         |
| 2018 | A történet                        | The Tale             | Nem        | Nem        | Igen         |
| 2018 | Vadon                             | Wildlife             | Nem        | Nem        | Igen         |
| 2019 | Romlott oktatás                   | Bad Education        | Nem        | Nem        | Igen         |
| 2019 |                                   | Human Capital        | Nem        | Igen       | Igen         |
| 2020 |                                   | Bad Hair             | Nem        | Nem        | Vezető       |
| 2021 | A látszat ára                     | Passing              | Nem        | Nem        | Vezető       |
| 2021 |                                   | Why Is We Americans? | Nem        | Nem        | Vezető       |
| 2022 |                                   | The Listener         | Nem        | Nem        | Igen         |
| 2023 |                                   | A Thousand and One   | Nem        | Nem        | Vezető       |

### Televízió
- Laughs Unlimited (2013) – tévéfilm (alkotó és vezető producer)
- Willie Nelson & Family (2023) – dokumentumsorozat (rendező és vezető producer)

## Fordítás
- Ez a szócikk részben vagy egészben  az   Oren Moverman című angol Wikipédia-szócikk ezen változatának fordításán alapul.  Az eredeti cikk szerkesztőit annak laptörténete sorolja fel. Ez a jelzés csupán a megfogalmazás eredetét és a szerzői jogokat jelzi, nem szolgál a cikkben szereplő információk forrásmegjelöléseként.